# Pierre Germann
Pour les articles homonymes, voir Germann.
Pierre-Michel Germann est un footballeur français, né le 5 mars 1985 à Nancy qui évolue au poste de milieu de terrain.

## Biographie
Formé au Dijon FCO, il fait partie de l'effectif lors de la montée du club en Ligue 2. Peu utilisé, il est prêté en 2006-2007 au SO Romorantin alors en National.
À l'issue de cette saison réussie et complète, il s'engage au Nîmes Olympique. Le 18 avril 2008, lors d'une rencontre contre le Tours FC, il est victime d'une blessure l'obligeant à s'éloigner quelques mois des terrains.
Le club, promu en Ligue 2 à l'issue de la saison, le garde alors dans l'effectif.
Après sa convalescence, il quitte le club gardois en janvier 2009 pour rejoindre l'AS Cherbourg en National.Après avoir quitté le club des Herbiers (National 2) avec lequel il avait disputé la finale de la Coupe de France le 8 mai 2018 contre le PSG. Il rejoint la Roche Vendée Football (National 3) à l’été 2019.

## Palmarès
- Coupe de France
  - Finaliste : 2018